# القوات المسلحة السودانية
القوات المسلحة السودانية أنشئت في عام 1925 وشاركت وحدات منها في الحرب العالمية الثانية، ولها عقيدة قتالية تقوم على أساس الدفاع عن الوطن والحفاظ على سيادته ووحدته الوطنية ونظام انضباط عسكري صارم وتقوم بمهام مدنية تتمثل في تقديم المساعدات أثناء الكوارث الطبيعية وحفظ الأمن في حالة الأوضاع الأمنية المضطربة. سن الخدمة العسكرية 18 عام. وقد خاض معارك لمده تزيد عن 50عاما في الحرب الأهلية في جنوب السودان من أغسطس / آب عام 1955 وحتى 2005 م والتي انتهت بتوقيع إتفاقية نيفاشا للسلام.ايضا ساهمت قوات دفاع السودان في الحرب العالمية الثانية .. وكذلك ساهمت القوات المسلحة السودانية في حرب اكتوبر العربية الاسرائلية عام ١٩٧٣م..
تتكون البنية التحتية للقوات المسلحة السودانية من قوة عسكرية كبيرة تتمثل في مصانع للمدرعات والآليات الثقيلة ومصانع للأسلحة والذخائر وموارد بشرية تشمل أفراد مدربون في عدة مجالات ذات صلة بالنشاط العسكري والحربي.

## خلفية تاريخية
ترجع نشأة الجيش السوداني إلى ما قبل مملكة كوش 732 قبل الميلاد، ومملكة كوش تنسب إلى كوش بن حام واتخذت هذا الاسم إبان تتويج كاشتا أول ملوك الأسرة الخامسة والعشرون النوبية.
وتأسست نواة الجيش السوداني الحديث قبل عام 1955م وعرف آنذاك بأسم قوة دفاع السودان وكانت تتكون من عدد من الجنود السودانيين تحت إمرة الجيش البريطاني المحتل وبعد العام 1956 عندما استقل السودان عن الحكم الثنائي الإنجليزي المصري تم تكوين جيش وطني جديد بكافة فرقه ابتدا بفرقة المشاة ثم البحرية والجوية وعرف باسم الجيش السوداني.
وعرف الجيش السوداني بخبرته القتالية الطويلة فقد ظل في وضعية قتالية منذ (الحرب العالمية الثانية) وفترة ما بعد الاستقلال بسبب التمرد والحروب الأهلية المتقطعة، والتي أكسبته الكثير من ربط الجأش والانضباط تحت كل الظروف.

### النشاط السياسي للجيش السوداني

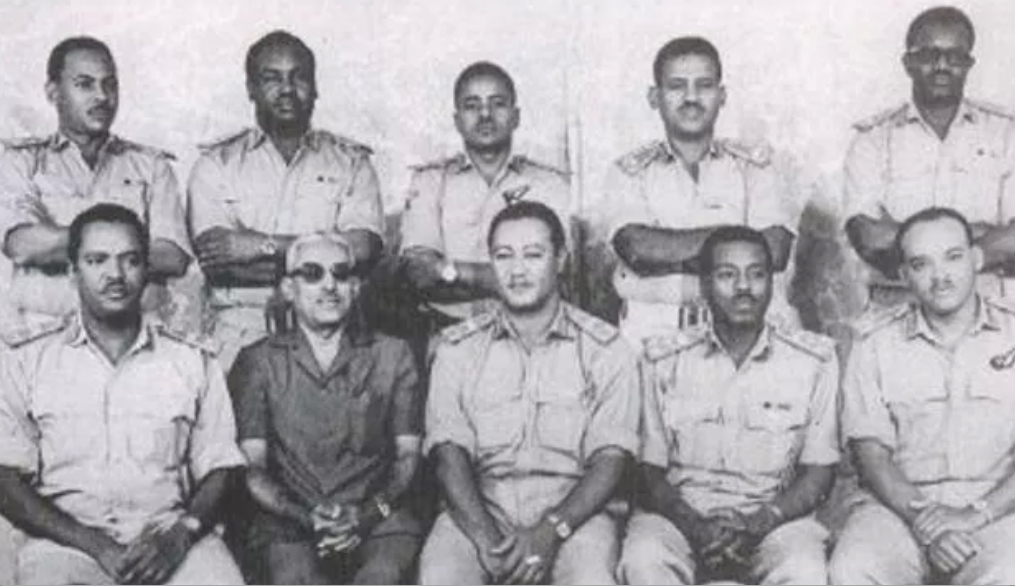
الضباط الذين استولوا على السلطة في عام 1969

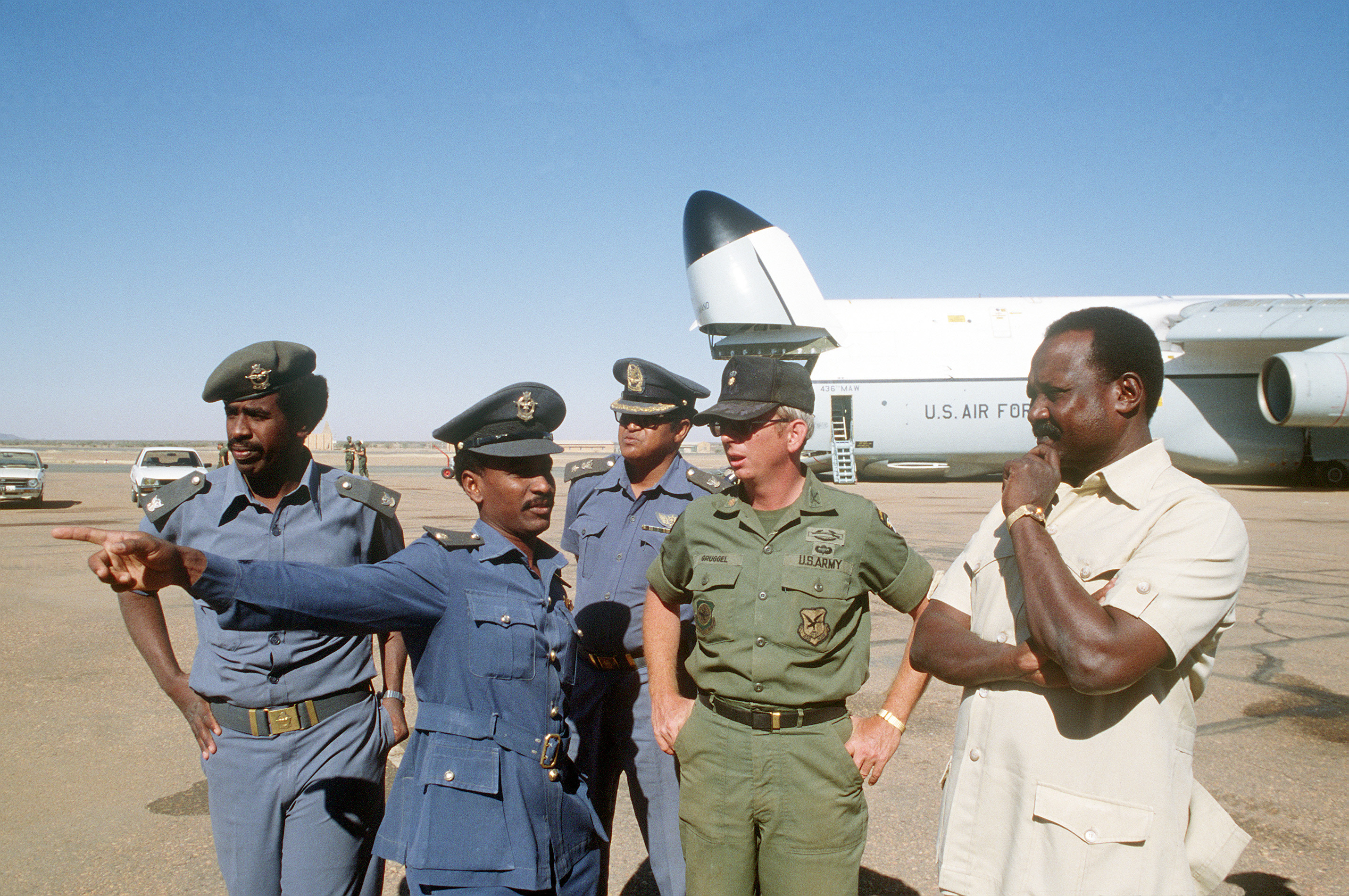
ضباط سودانيون مع ضابط أمريكي أثناء مناورات النجم الساطع، عام 1981

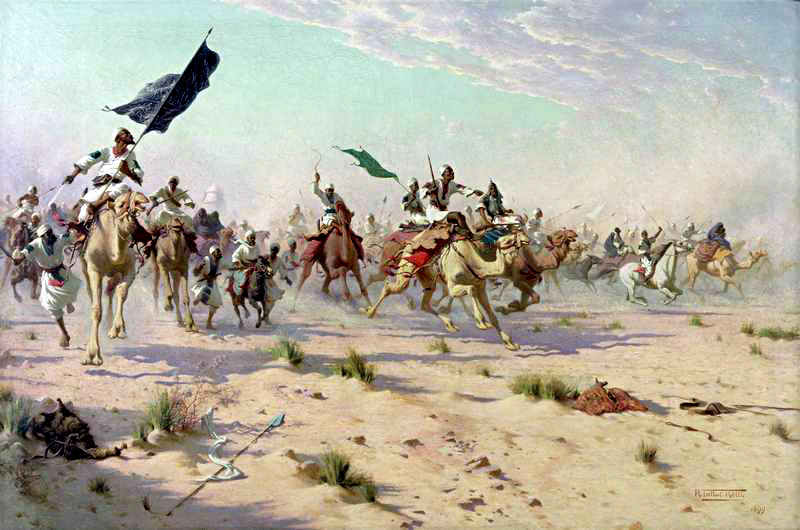
معركة كرري

لم يكن الجيش السوداني غائبا عن المسرح السياسي حيث استولى على السلطة في السودان أربع مرات بنجاح وهي فيما عدا المحاولات الفاشلة:
- الأولى في 17 نوفمبر / تشرين الثاني 1958 م، بقيادة الفريق إبراهيم عبود
- الثانية في 25 مايو / أيار 1969 م، بقيادة العقيد جعفر نميرى
- الثالثة في 6 أبريل / آب 1985 م، عندما تم تكليف المشير عبد الرحمن سوار الذهب وزير الدفاع حينذاك برئاسة مجلس عسكري مؤقت لحكم السودان بعد الانتفاضة.
- الرابعة في 30 يونيو / حزيران 1989م، بقيادة العميد عمر البشير الرئيس الاسبق للسودان.
- الخامسة في 11 أبريل / نيسان 2019م بقيادة الفريق أول أحمد عوض بن عوف وزير الدفاع ونائب الرئيس عمر البشير حينذاك برئاسة مجلس عسكري مؤقت لحكم السودان بعد ثورة 19 ديسمبر.[1]

### العمليات الخارجية للجيش السوداني

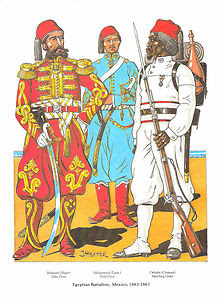
لوحة للقوة السودانية في المكسيك

كما عرف عن الجنود السودانيين شراسة القتال وقوة الصبر وهي إحدى السمات التي شهدت بها حروب شارك فيها مثل حرب جنوب السودان والحرب العالمية الثانية حيث شاركت فرق منهم في معارك بالمكسيك عندما كان السودان محتلا من قبل بريطانيا، وقد شارك في عده عمليات خارجية وداخلية انتهى بعضها بدحر العدو كما حدث للايطالين - الذين كانوا يحتلون اريتريا- عندما حاولوا إحتلال مدينة كسلا في شرق البلاد، ذلك الانتصار الذي الهم رئيس الوزراء البريطاني تشرشل وجعله يعدل عن الاستسلام للألمان كما صرح بذلك لاحقا.[بحاجة لمصدر]
لعب الجيش السوداني أدوارا إقليمية ودولية، فقديما شاركت وحدات سودانية ضمن الجيش المصري في حروب محمد علي باشا خديوي مصر في سنتي 1854 م، و1856 م، في القرم إلى جانب تركيا، ثم في المكسيك سنة 1862 م، عندما طلبت كل من فرنسا وإنجلترا وإسبانيا من خديوي مصر إرسال فرقة من السودانيين لحماية رعاياها ضد العصابات المكسيكية. وفي الحرب العالمية الأولى أرسلت بريطانيا فرقتين من الجنود السودانيين إلى جيبوتي بناء على طلب من فرنسا لتحل محل الجنود السنغاليين هناك.
وعندما تم تأسيس قوة دفاع السودان نواة الجيش السوداني الحالي في سنة 1925 اشتركت فرق منها في العمليات الحربية في الحرب العالمية الثانية حيث قاتلت ضد الإيطاليين في إريتريا وإثيوبيا وأوقفت تقدمهم في جبهتي كسلا والقلابات، وأبلت بلاء حسنا في معركة كرن في إريتريا، كما شاركت في حملة الصحراء الغربية لدعم الفرنسيين حيث رابطت في واحتي الكفرة وجالو في الصحراء الليبية بقيادة القائد البريطاني أرشيبالد ويفل، وفي العلمين لوقف تقدم الجنرال الألماني رومل الملقب بثعلب الصحراء، كما شاركت في حرب فلسطين عام 1948 م، بحوالي 250 جندي.
وفي حرب أكتوبر / تشرين الأول 1973 م، ارسلت الحكومة السودانية قوة قوامها لواء مشاة إلى شبه جزيرة سيناء. وشاركت القوات المسلحة السودانية أيضًا في عمليات دولية تصب في مساعي حفظ السلام والاستقرار كما في الكونغو البلجيكي عام 1960 وفي تشاد عام 1979 وفي ناميبيا في 1989 م، وفي لبنان ضمن قوات الردع العربية لحفظ السلام تحت لواء جامعة الدول العربية، وشاركت في عملية إعادة الحكومة المدنية في جمهورية جزر القمر حيث ساهمت قوات المظليين السودانية في استعادة جزيرة انجوان وتسليمها لحكومة جزر القمر عام 2008 م.

### تنظيم الجيش السوداني

شعار القوات السودانية المحمولة جواً

ومن الناحية التنظيمية تتكون القوات المسلحة السودانية من ستة قيادات إقليمية هي:
- القيادة المركزية في (الخرطوم)
- القيادة الشرقية في القضارف
- القيادة الغربية في الفاشر
- القيادة الوسطى في الأبيض
- القيادة الشمالية في شندى
- القيادة الجنوبية وكانت في جوبا قبل انفصال الجنوب في عام 2011م،

### التدريب
تتولى جامعة كرري للتقانة العسكرية (الكلية الحربية) في منطقة وادي سيدنا -التي تقع شمال مدينة امدرمان- مهمة التدريب والتعليم للطلبة الحربيين السودانيين ولطلبة حربيين من بلدان أخرى عربية وأفريقية مثل اليمن والصومال وكينيا والإمارات العربية المتحدة وبوركينا فاسو وتشاد وإثيوبيا وإريتريا وأوغندا والكويت والمملكة العربية السعودية وغيرها، وذلك لسمعتها العسكرية الجيدة حيث تخرج منها في عام 1982 م، ستون (60) ضابطا يوغنديا كمساهمة من السودان في إعادة بناء الجيش الأوغندي بعد الإطاحة بالرئيس اليوغندي السابق الجنرال عيدي أمين دادا.
الكليات والمعاهد العسكرية الأخرى المتخصصة:
- الكلية البحرية
- معهد التوجية المعنوي والخدمات
- معهد سلاح المهندسين
- أكاديمية نميري العسكرية العليا
- كلية القادة والأركان المشتركة
- معهد المشاة - جبيت
- المعهد العسكري للعلوم الإدارية
- مدرسة ضباط الصف – جبيت
- مركز التدريب المهني العسكري
- معهد المظلات
- معهد نظم المعلومات[5]

### التصنيع الحربي
تقوم القوات المسلحة السودانية بإنتاج عدد كبير من اسلحتها بنفسها عبر هيئة التصنيع الحربي تشمل صناعات حربية خفيفة كالذخائر والمدافع الرشاشة مثل (الكرار والخواض) وصناعات ثقيلة كالمركبات المصفحة والراجمات وغيرها.

## الكلية الحربية السودانية
توصف ب [مصنع الرجال وعرين الابطال ] هي الكلية العسكرية الأولى في السودان ويتم عبرها الدخول للجيش بالنسبة للطلاب السودانيين الساعين للدخول في الجيش ونيل رتب عسكرية،يتخرج منها ضباط القوات المسلحة للقوات البرية والبحرية والجوية والحقت لها فيما بعد الضباط الفنين الذي يتم تنسيبهم بعد دراساتهم الجامعية وشعارها(الواجب-الشرف-الوطن) مدة الدراسة فيها أربعة سنوات بعد أن أصبحت جزء من جامعة كرري العسكرية.يتخرج الطالب منها ببكلاريوس العلوم الإدارية والعسكرية برتبة الملازم أو الملازم أول. مع ملاحظة ان الجنود والفنيين يمكن تجنيدهم عبر مراكز اخرى لا علاقة لها بالكلية. مع العلم بأن الكلية تستضيف طلابا من العديد من الدول العربية والأفريقية مثل اليمن والصومال وبوركينا فاسو والإمارات العربية المتحدة،الكويت ،السعودية ،ارتريا وكينيا وغيرها.وتخرج منها عدد من القادة العرب والافارقة ..

### عتاد القوات السودانية

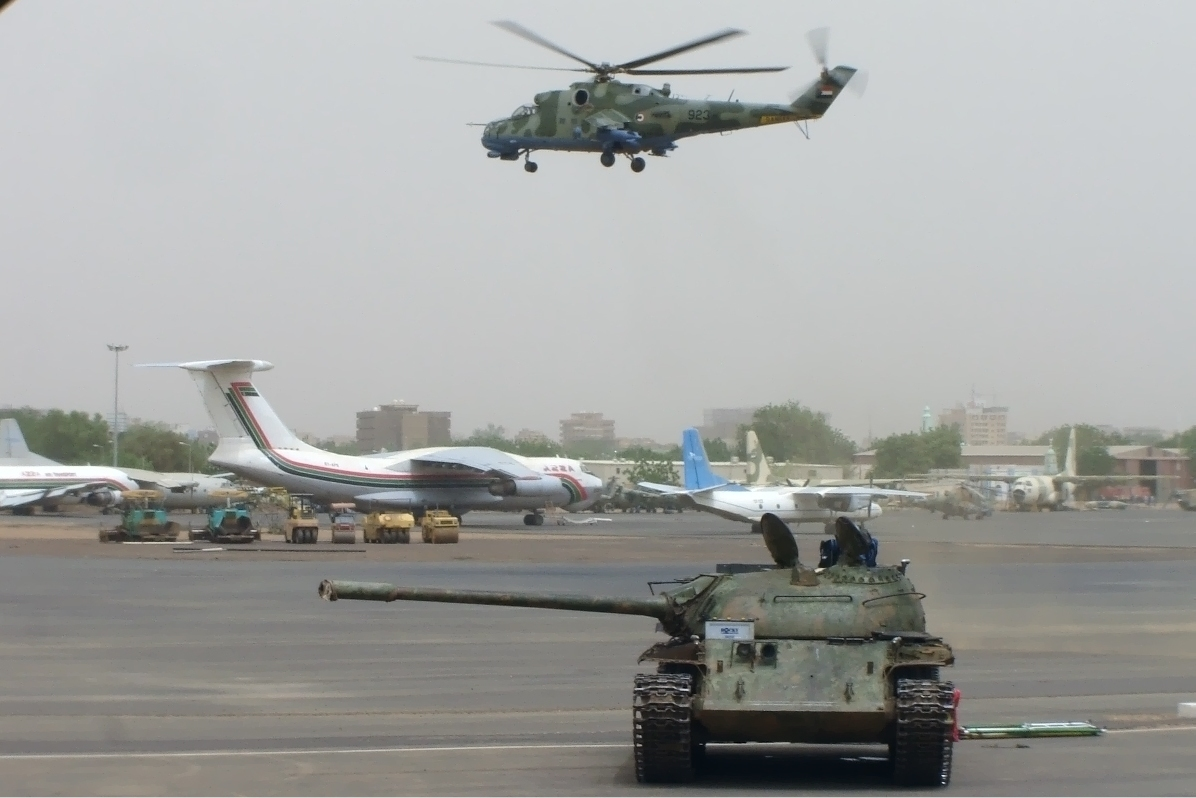
طائرة عمودية قتالية للسلاح الجوي السوداني

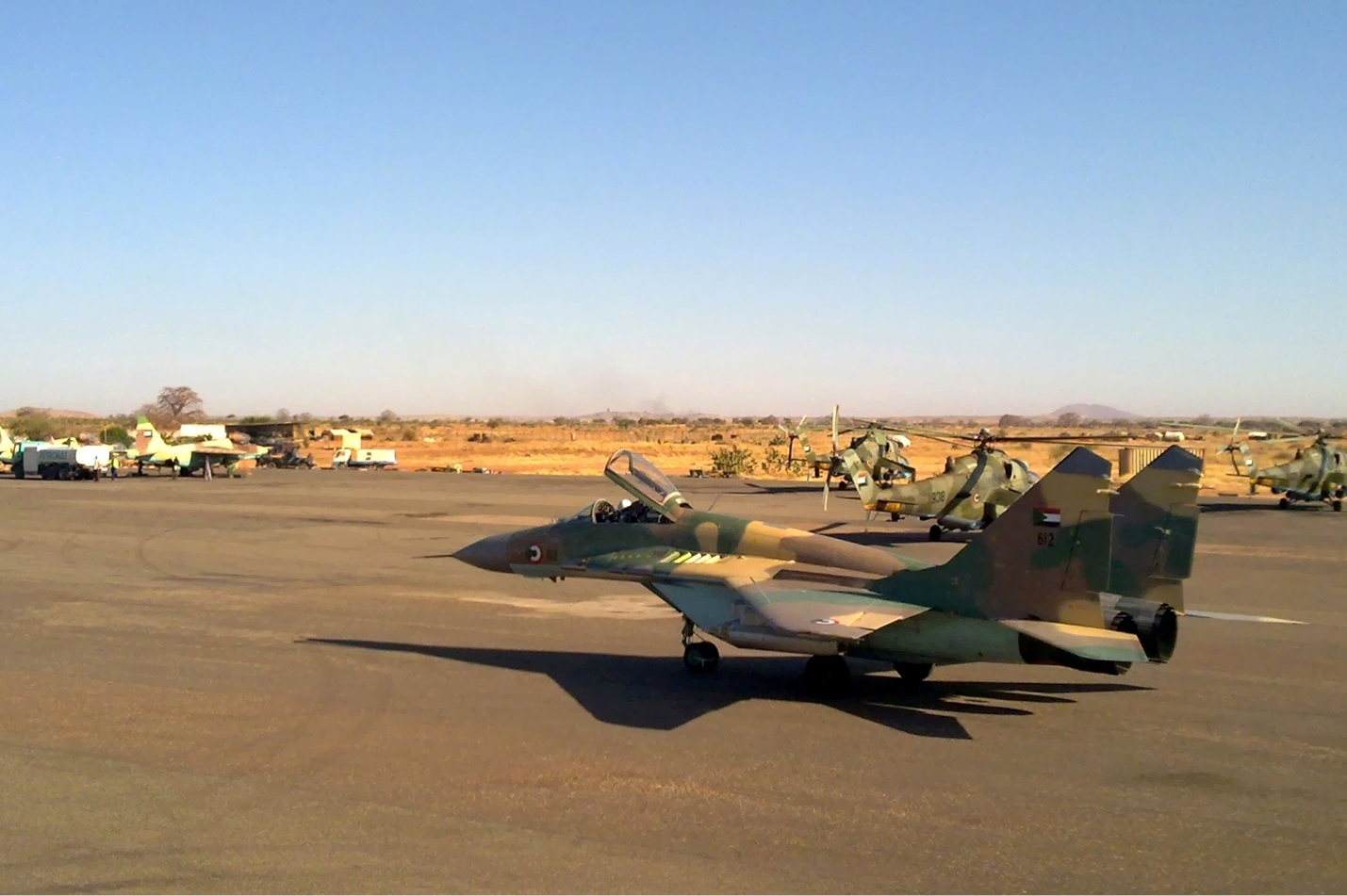
إحدى طائرات الميغ 29 التي تشكل جزء من الإسطول الجوي الحربي السوداني

يمتلك الجيش السوداني من الأسلحة الثقيلة
- - راجمات صواريخ
  - دبابات تي-54
  - دبابات تي-62
  - دبابات تي-72
  - دبابات سفر74 الإيرانية
  - مدرعات بي تي أر-50
  - مدرعات بي تي أر-80
  - مدرعات بي تي أر-60
  - مدرعات BRDM2
  - مدرعات دبليو زد 551
  - صواريخ جو-جو إف إن-6 وS-7

يملك أكثر من 1500 مدفعية ثقيلة مختلفة واما سلاح الجو فيمتلك سرب من طائرات ميج-29 وقاذفات ايه 5 والسوخوي 24 وميج-21 وطائرات التدريب k8 و jl-9 وطائرات f5e واكتر من 100 طائرة هيليكوبتر معظمها من نوع mi-24 وmi-23 وz-9 الصينية و ميج-29 الروسية.
- ان الشكل الحديث للجيش السوداني أو ما يعرف بـ(المؤسسة العسكرية السودانية) حيث تم تأسيسها علي نحو جهوي وعشائري في العام 1925 وكان عبارة عن (الفرقة الاستوائية، فرقة العرب الشرقية، فرقة العرب الغربية الهجانة) باسم قوة دفاع السودان وتولي قيادته بعد الاستقلال الجنرال أحمد محمد وكان نائبه الجنرال إبراهيم عبود قائد أول انقلاب في السودان 1958/11/17م.
- يعتبر من أقوى وأكبر الجيوش في القرن الأفريقي ويتراوح حجم قواته بين 100-150 ألف جندي مدعوم بقوات ما يعرف (بالدفاع الشعبي) تقدر بحوالي 150 ألف مجند والجدير بالذكر أن الدفاع الشعبي هو صنيعة حكومة الحركة الإسلامية على غرار (الحرس الثوري الإيراني). وتسعى الحكومة إلى رفع عددهم منذ العام 1995 الي مليون مجند.

أسلحة المشاة والمدرعات والمظلات هي عماد قوتة، يعتمد في إمدادته وتدريبه على روسيا والصين وإيران وجنوب إفريقيا. خرج من بين صفوفة 3 انقلابات أساسية الأولي حكمت البلاد لمدة 6 أعوام (الجنرال عبود) والثانية لمدة 16 عام (الجنرال نميري) والثالثة لمدة 30 عام (الجنرال البشير) أو ما يعرف بانقلاب الحركة الإسلامية.
وأيضا بالإضافة لـ32 محاولة انقلابية فاشلة وخرجت من بين صفوفة أيضًا حركة (الانانيا) الأولى والثانية بعد تمرد الفرقة الاستوائية في العام 1955 وأول محاولة انقلابية فاشلة قامت بدعم من حركة الاخوان المسلمين في نوفمبر 1959 م وهي محاولة علي حامد وعبد الرحمن كبيدة والرشيد الطاهر (المرشد العام للأخوان)حينذاك. ومن بين قواتة نشأت (حركة تحرير شعوب السودان)-(splm)بتمرد الكتيبة 105(بور)عام 1983 م ومن ضباطه وجنوده تم تكوين (القيادة الشرعية) و(قوات التحالف السودانية) وتأسست هياكل الاجنحة العسكرية للأحزاب السياسية.
وقد تعرض منذ انقلاب يونيو 1989 م لأكبر حملة تصفية واعادة تنظيم وتأهيل على أساس عقائدي وعلى أساس الولاء والانتماء الحزبي. حيث تم الاستغناء عن ما يقدر بحوالي 30 ألف منهم حوالي 8 ألف ضابط وصف ضابط من أسلحة المدرعات والإشارة والمهندسين والذخيرة والسلاح الطبي.

## منظومة الصناعات الدفاعية
يعتبر السودان من الدول الرائدة إقليمياً في مجال التصنيع الحربي والمكتفية ذاتيا في مجال تصنيع الأسلحة الخفيفة والمدرعات والذخائر بالإضافة لصناعة الطائرات الخفيفة والقنابل الجوية حتى الموجهة منها.